# Phaulolechia simplificata
Phaulolechia simplificata är en fjärilsart som beskrevs av Diakonoff 1952. Phaulolechia simplificata ingår i släktet Phaulolechia och familjen praktmalar, Oecophoridae. Inga underarter finns listade i Catalogue of Life.